# Zinknitraat
Zinknitraat is het zout van zink en salpeterzuur. Het vindt toepassing als bleekmiddel en als beitsmiddel en ook als grondstof voor bereiding van andere zinkverbindingen. Een voorbeeld vormt de neerslag van zinkcarbonaat door inwerking van natriumcarbonaat
{\displaystyle {\ce {Zn(NO3)2 + Na2CO3 -> ZnCO3 + 2 NaNO3}}}
Er bestaan van zinknitraat vormen met verschillende hoeveelheiden kristalwater. Het meest komt de vorm met zes moleculen water per molecule zinknitraat voor: hexahydraat, maar er zijn ook hydraten bekend met twee (dihydraat), vier (tetrahydraat) en negen (nonahydraat) moleculen water. 

## Synthese
Zinknitraat-hexahydraat vormt zich bij inwerking van salpeterzuur op zink:
{\displaystyle {\ce {Zn + 2HNO3(aq) + 6H2O -> Zn(NO3)2 . 6H2O + H2 (^)}}}
Watervrij zinknitraat ontstaat door inwerking van distikstoftetraoxide op zink:
{\displaystyle {\ce {2Zn + 3N2O4 -> 2Zn(NO3)2 + N2 (^)}}}